# Use Me
Singles de Bill Withers
Lean on Me
(1972) Let Us Love
(1972)
Use Me est une chanson du chanteur américain Bill Withers, sortie en août 1972 chez Sussex Records en tant que deuxième single de l'album Still Bill. La chanson est écrite, composée et coproduite par Withers.
C'est le deuxième plus grand succès de Bill Withers aux États-Unis, ayant atteint la deuxième place du classement Billboard Hot 100.

## Liste des titres
| A. | Use Me              | 3:46 |
| B. | Let Me in Your Life | 2:39 |

## Crédits
- Bill Withers – chant, guitare
- Ray Jackson – clavinet, piano électrique Wurlitzer
- Benorce Blackmon – guitare
- Melvin Dunlap (en) – guitare basse
- James Gadson – batterie, percussion
- Robin C. Kruse – mastérisation

Crédits adaptés des notes du 45 tours.

## Classements et certifications
| Classement (1972)              | Meilleure position |
| ------------------------------ | ------------------ |
| Canada (Top Singles)           | 33                 |
| États-Unis (Hot 100)           | 2                  |
| États-Unis (Hot Soul Singles)  | 2                  |
| États-Unis (Easy Listening)    | 14                 |
| États-Unis (Cash Box Top 100)  | 5                  |
| Pays-Bas (Nationale Hitparade) | 31                 |

| Classement (1972)             | Position |
| ----------------------------- | -------- |
| États-Unis (Hot 100)          | 79       |
| États-Unis (Hot Soul Singles) | 29       |

### Certifications
| Région                                | Certification | Ventes/Streams |
| ------------------------------------- | ------------- | -------------- |
| États-Unis (RIAA)                     | Or            | 1 000 000^     |
| ^Mise en rayon selon la certification |               |                |

## Reprises et adaptations
- Use Me a notamment été reprise par Isaac Hayes, Esther Phillips, Ultrafunk, Grace Jones, Hootie and the Blowfish, Mick Jagger/Lenny Kravitz, Better Than Ezra, Patricia Barber, Fiona Apple, My Brightest Diamond et Ben Harper. Fiona reprend également Kissing My Love sur sa tournée de 1998.
- La chanteuse de Singapour Vanessa Fernandez (en) reprend ce morceau sur son album éponyme Use Me (Groove Note, 2014).

## Utilisation dans les médias
Sauf indication contraire, les informations mentionnées dans cette section peuvent être confirmées par la base de données cinématographiques IMDb,  présente dans la section « Liens externes ».
Différentes interprétations de la chanson sont utilisées dans des films et séries.
- 1999 : American Beauty.
- 2002 : Sur écoute
- 2004 : Présentateur vedette : La Légende de Ron Burgundy.